# Чудов Максим Олександрович
Чудов Максим Олександрович (рос. Чудов Максим Александрович; *12 листопада 1982, село Михайлівка, Уфимського району, Республіка Башкортостан, Російська Федерація) — російський біатлоніст, триразовий чемпіон світу, бронзовий призер Олімпійських ігор 2010 у Ванкувері у складі естафети. У сезоні 2013-2014 завершив професійну кар'єру.
Почав кар'єру в біатлоні з 1998 року. Першим тренером був Ковальов В.В. Брав участь у Олімпіаді 2006, але не зайняв ні одного призового місця.

## Виступи на міжнародних змаганнях

### Олімпійські ігри
| Змагання      | Індив. | Спринт | Перес. | Мас-старт | Естаф. |
| ------------- | ------ | ------ | ------ | --------- | ------ |
| Турин 2006    | 32     | 9      | 9      | 15        |        |
| Ванкувер 2010 |        |        |        |           |        |